# Immalanjärvi
Immalanjärvi är en sjö i Finland. Den ligger i kommunen Imatra i landskapet Södra Karelen, i den södra delen av landet, 240 km nordost om huvudstaden Helsingfors. Immalanjärvi ligger 69,8 meter över havet. Arean är 19,96 kvadratkilometer och strandlinjen är 45,07 kilometer lång. Sjön  ingår i Vuoksens huvudavrinningsområde.   I omgivningarna runt Immalanjärvi växer i huvudsak blandskog. Den sträcker sig 7,7 kilometer i nord-sydlig riktning, och 9,6 kilometer i öst-västlig riktning. En mycket liten del av sjön ligger på den ryska sidan om den finsk-ryska gränsen.
I övrigt finns följande i Immalanjärvi:
- Piiparinsaari (en ö)
- Jakansaari (en ö)
- Kusiaissaari (en ö)
- Humpunsaari (en ö)
- Hosluoto (en ö)